# パヤオ県

パヤオ県
จังหวัดพะเยา

- この項目は英語版を元に作成されています。

パヤオ県（パヤオけん、タイ語: จังหวัดพะเยา）はタイ・北部の県（チャンワット）の一つ。ナーン県、プレー県、ラムパーン県、チエンラーイ県と接し、ラオスとも国境を接する。

## 地理
市内はクワーンパヤオ湖のほとりにあり、ルワン山（1,697m）、クンメーファート山（1,550m）、クンメータム山（1,330m）などの高い山々に囲まれている。

## 歴史
パヤオは歴史上しばしば繰り返されたように雲南方面の民族がタイに南下してくるさい、最初に到達する大型の盆地である。土地が肥沃で風光が穏やかであるため、ラーオ族やヤオ族など多くの民族がこの地に足跡を残した。
1096年にはチョームタム王によってパヤオ王国が建国された。これは小規模なムアン（部族国家）であったが、タイ族の歴史上で最初期に属する国であり、一般にタイ史上最初の国家とされるスコータイ王国の建国よりも一世紀半ちかく先行する。
13世紀にはパヤオ王国の中興の英主とされるガムムアン王が、チエンマイのラーンナータイ王朝のマンラーイ王や、スコータイ王国のラームカムヘーン大王と同盟してその勢力を確立した。この同盟の経緯は多分に伝説的な物語として伝えられているが、実際には当時すでに大理国やパガン王朝を征服し、雲南・ビルマ方面からタイをうかがっていたモンゴル帝国（元朝）の侵攻に備えたものといわれる。ガムムアン王の時代にパヤオ王国は北東に向かって勢力を拡張し、王国の歴史上最大の版図を築いた。
しかしこの三王の盟約は王たちの個人的な信頼関係に基づくものであり、王たちが世を去るとともに実質的な意味を失った。ガムムアン王の死後、パヤオには周辺諸国の侵攻が繰り返され、王国は次第に衰退へと向かった。1338年にはラーンナータイの属国とされたうえ、その後ビルマのタウングー王朝の軍に占領されてパヤオの町は廃墟と化した。
1865年から1890年にかけてホー戦争の戦場となった。
近代に入り、1897年にチエンラーイ県の領域となったが、1977年8月28日に県として独立した。

## 経済
パヤオは、かつてタイ全国でももっとも貧しい県のひとつであったが、現在では改善されつつある。また県内にはヤオ族やモン族などの少数民族が多く居住し、彼らの多くは社会的に困難な境遇にある場合が多い。10数年前までは、こうした背景によりパヤオの貧困イメージを強める要因となっていた。パヤオ在住のタイ人と少数民族の実態が区別されずに語られることも多々あったため、パヤオ自体のイメージがきちんと確立されずにいた傾向がある。
パヤオはタイ有数の古都として、また風光明媚な湖に面する点からも観光地としての潜在的な価値があるため、少数民族の経済状況、生活状況は次第に改善されていく可能性がある。なおパヤオは日・タイ両国共同の貧困対策キャンペーンの対象となっているほか、YMCAをはじめ多くのNGO団体が少数民族の支援や人身売買撲滅などの活動を行なっている。

## 県章

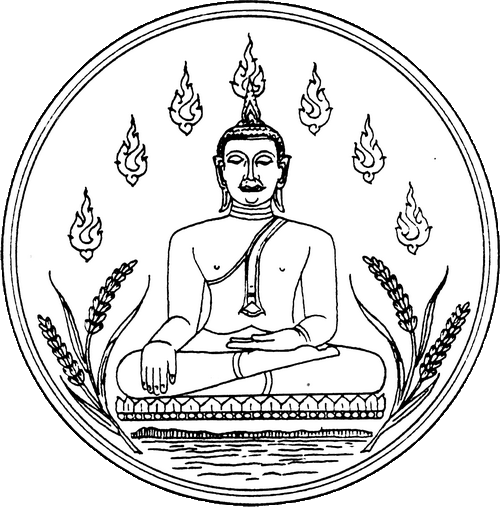
県章

県内にあるワット・コームカムのプラチャオ・トーンルワン仏が描かれている。ブッダの後ろには威光を示す七つの炎が描かれ、両側には豊穣を示す稲が描かれている。
県木はオクロカルプス（通称サーラピー、Mammea siamensis）。

## 行政区
パヤオ県は9の郡（アムプー）に分かれ、その下に68の町（タムボン）と、632の村（ムーバーン）がある。
| パヤオ県の郡 | 1. ムアンパヤオ郡 2. チュン郡 3. チエンカム郡 4. チエンムワン郡 5. ドークカムターイ郡 6. ポン郡 7. メーチャイ郡 8. プーサーン郡 9. プーカームヤーオ郡 |